# 尚博勒米西尼
尚博勒米西尼（法語：Chambolle-Musigny，法語發音：[ʃɑ̃bɔl myziɲi]）是法国科多尔省的一个市镇，位于该省东部偏南，属于第戎区。

## 地理
尚博勒米西尼（47°11'8"N, 4°57'10"E）面积7.57 平方千米，位于法国勃艮第-弗朗什-孔泰大區科多尔省，该省份为法国中东部省份，北起奥布省，西接涅夫勒省和约讷省，南至索恩-卢瓦尔省，东南接汝拉省，东临上索恩省，东北部与上马恩省接壤。
与尚博勒米西尼接壤的市镇（或旧市镇、城区）包括：莫雷圣但尼、武若、弗拉热-埃谢佐、勒勒韦尔日、屈尔莱、日伊莱西托、尼伊圣乔治。

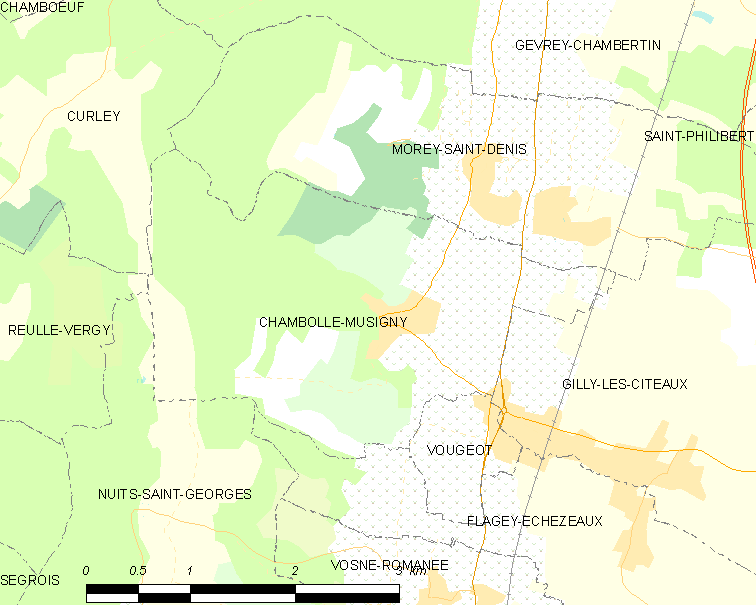
尚博勒米西尼的OSM定位图

尚博勒米西尼的时区为UTC+01:00、UTC+02:00（夏令时）。

## 行政
尚博勒米西尼的邮政编码为21220，INSEE市镇编码为21133。

## 政治
尚博勒米西尼所属的省级选区为隆维县。

## 人口

1962-2008年间尚博勒米西尼人口变化图示

尚博勒米西尼于2022年1月1日时的人口数量为268人。